# Helen Volk
Helen Volk (29 maart 1954) is een hockeyster uit Zimbabwe. 
De Zimbabwaanse hockeyploeg kreeg zes weken voor de Olympische Spelen 1980 de gelegenheid deel te nemen aan de spelen, omdat vijf uitgenodigde landen verstek lieten gaan.
Helen Volk won met haar ploeggenoten de gouden medaille. Ze speelde mee in twee wedstrijden.
De spelen van 1980 zijn tot op heden enige deelname van de Zimbabwaanse hockeyploeg aan een wereldkampioenschap of Olympische Spelen geweest.

## Erelijst
- 1980 –  Olympische Spelen in Moskou